# Marjorie Reynolds
Pour les articles homonymes, voir Reynolds.
Marjorie Reynolds est une actrice et danceuse américaine, née le 12 août 1917 à Buhl, dans l'Idaho, et morte le 1er février 1997  à Manhattan Beach, en Californie (États-Unis).

## Biographie
Fille d'un médecin elle joue sous le nom de Marjorie Goodspeed ou Marjorie Moore. La brillante et vive Marjorie Reynolds (née Marjorie Goodspeed) est née dans l'Idaho le 12 août 1917 d'un médecin et d'une femme au foyer, et a grandi à Los Angeles. Faisant ses débuts au cinéma à 6 ans, elle « prend sa retraite » après seulement quelques années au profit d'une éducation normale. Elle est revenue au milieu des années 1930, à l'adolescence cette fois, et a commencé le parcours typique de la chaîne de montage de rôles supplémentaires et secondaires pour divers méga studios, cette fois présentés comme Marjorie Moore. Son premier rôle parlant était dans le programmeur Murder in Greenwich Village de Columbia Studio (1937), cette fois présenté comme Marjorie Reynolds (le nom de famille de son premier mari), un surnom qu'elle a gardé pendant toute la durée de sa carrière. L'actrice blonde (brune à l'origine) a ensuite traversé une phase de fleurs des prairies plutôt sans défi face aux plus grandes stars occidentales d'Hollywood telles que Tex Ritter, Buck Jones, Roy Rogers et Tim Holt. Tout a payé, cependant, quand elle a remporté le premier rôle féminin face à Bing Crosby et Fred Astaire dans le classique du film saisonnier L'amour chante et danse (1942), un rôle initialement conçu pour Mary Martin. Cela reste le rôle le plus populaire et le plus apprécié de Marjorie au cinéma, mais cela ne l'a pas aidée à faire une transition permanente vers un tarif de qualité «A». Marjorie a continué en tant que co-leader "B" fiable dans des films tels que Dans la chambre de Mabel (1944), Meet Me on Broadway (1946) et Heaven Only Knows (1947), avec une offre de films passionnante telle qu'Espions de Fritz Lang. sur la Tamise (1944) venant à sa rencontre en une rare occasion. Avec la maturité et un nouveau média de divertissement (la télévision) dans les années 1950 est venu un retour à sa couleur de cheveux naturelle. En tant qu'épouse brune patiente et ingénieuse de William Bendix dans la série télévisée comique The Life of Riley (1953), Marjorie est devenue un nom semi-familial. Sa carrière a connu une forte baisse après sa disparition cinq ans plus tard et elle n'a été vue que sporadiquement dans des films, des publicités et des spots télévisés par la suite. Mariée deux fois, son premier mari était Jack Reynolds, qui était directeur de casting adjoint pour Samuel Goldwyn. Ils ont eu une fille, Linda, avant de divorcer en 1952 après 16 ans. Le deuxième mari, le monteur John Whitney, a travaillé pendant un certain temps dans les années 1940 en tant qu'acteur. Ils ont été mariés pendant 32 ans jusqu'à sa mort en 1985. Retraitée de longue date, Marjorie est décédée en 1997 d'une insuffisance cardiaque congestive après s'être effondrée en promenant son chien. Bien qu'elle n'ait pas pleinement atteint son potentiel d'actrice sérieuse et redoutable, son charme doux et sa beauté évidente ont certainement égayé les plus de 60 films dans lesquels elle est apparue.
Marjorie Reynolds est morte des suites d'une insuffisance cardiaque en février 1997

## Filmographie

### Années 1920
- 1923 : Trilby (en) : Waif
- 1923 : The Broken Wing (en) de Tom Forman : Enfant
- 1923 : Scaramouche : Petit rôle
- 1924 : Revelation (en) : Enfant

### Années 1930
- 1933 : Wine, Women and Song (en) : Marilyn Arnette
- 1933 : College Humor : Danseuse
- 1936 : Collegiate : Chorus Girl
- 1936 : Le Danseur pirate (Dancing Pirate) : Danseuse
- 1936 : Three Cheers for Love : Petit rôle
- 1936 : The Big Broadcast of 1937 (en) : Danseuse
- 1936 : L'Appel de la folie (College Holiday) : Danseuse
- 1937 : Top of the Town : Danseuse
- 1937 : Le Règne de la joie (Broadway Melody of 1938) : Danseuse
- 1937 : Murder in Greenwich Village d'Albert S. Rogell : Molly Murphy
- 1937 : Tex Rides with the Boy Scouts : Norma Willis
- 1937 : Thrill of a Lifetime : Chorus Girl
- 1938 : The Overland Express : Jean Greeley
- 1938 : Six-Shootin' Sheriff (en) : Molly Morgan
- 1938 : Western Trails (en) : Alice Gordon
- 1938 : Rebellious Daughters : Claire Elliott
- 1938 : Man's Country : Madge Crane
- 1938 : Delinquent Parents : Edith Ellis, jeune
- 1938 : Black Bandit (en) : Jane Allen
- 1938 : Guilty Trails (en) : Jacqueline 'Jackie' Lawson
- 1939 : The Phantom Stage (en) : Mary Ellen
- 1939 : Les Pirates de l'air (Mystery Plane) : Betty Lou Barnes
- 1939 : Streets of New York : Anne Carroll
- 1939 : Les Écumeurs du Far West (en) (Racketeers of the Range) de D. Ross Lederman : Helen Lewis
- 1939 : Timber Stampede : Anne Carr (reporter)
- 1939 : Stunt Pilot (en) : Betty Lou Barnes
- 1939 : Mr. Wong in Chinatown : Roberta 'Bobbie' Logan (reporter)
- 1939 : Sky Patrol : Betty Lou Barnes
- 1939 : Danger Flight (en) : Betty Lou
- 1939 : Autant en emporte le vent (Gone with the Wind) : Invitée à Twelve Oaks

### Années 1940
- 1940 : The Fatal Hour : Roberta 'Bobbie' Logan
- 1940 : Chasing Trouble (en) : Susie
- 1940 : Midnight Limited : Joan Marshall
- 1940 : Enemy Agent (en) : Peggy O'Reilly
- 1940 : La Malédiction (Doomed to Die) de William Nigh : Roberta 'Bobbie' Logan
- 1940 : Up in the Air (en) : Anne Mason
- 1941 : Robin Hood of the Pecos (en) : Jeanie Grayson
- 1941 : Secret Evidence : Linda Wilson
- 1941 : The Great Swindle (en) de Lewis D. Collins : Margaret Swann
- 1941 : Cyclone on Horseback (en) : Mary Corbin
- 1941 : Tillie the Toiler : Bubbles
- 1941 : Top Sergeant Mulligan : Gail Nash
- 1941 : Dude Cowboy (en) de David Howard : Barbara Adams, aka Bernice Allen
- 1941 : Law of the Timber (en) de Bernard B. Ray : 'Perry' Lorimer
- 1942 : L'Amour chante et danse (Holiday Inn) : Linda Mason
- 1943 : Dixie (Dixie) : Jean Mason
- 1944 : Dans la chambre de Mabel (Up in Mabel's Room) d'Allan Dwan : Geraldine Ainsworth
- 1944 : Espions sur la Tamise (Ministry of Fear) : Carla Hilfe
- 1944 : Trois c'est une famille (Three Is a Family) d'Edward Ludwig : Kitty Mitchell
- 1945 : L'Or et les Femmes (Bring on the Girls) : Sue Thomas
- 1945 : Duffy's Tavern : Peggy O'Malley
- 1946 : Meet Me on Broadway de Leigh Jason : Ann Stallings
- 1946 : Deux Nigauds dans le manoir hanté (The Time of Their Lives) : Melody Allen
- 1946 : Le Joyeux Barbier (Monsieur Beaucaire) de George Marshall : Princesse Maria d'Espagne
- 1947 : Heaven Only Knows (en) : Ginger, ou The Cooper Queen
- 1949 : J'ai épousé un hors-la-loi (Bad Men of Tombstone) de Kurt Neumann : Julie
- 1949 : Le Baiser de minuit (That Midnight Kiss) : Mary

### Années 1950
- 1950 : Customs Agent : Lucille Gerrard
- 1950 : Gentleman cambrioleur (en) (The Great Jewel Robber) : Martha Rollins
- 1950 : Rookie Fireman : Margie Williams
- 1951 : Home Town Story : Janice Hunt
- 1951 : Fini de rire (His kind of woman) de John Farrow et Richard Fleischer : Helen Cardigan
- 1952 : Models Inc. (en) : Peggy Howard
- 1952 : No Holds Barred (en) : Rhonda Nelson
- 1959 : Juke Box Rhythm : Martha Manton

### Années 1960
- 1962 : The Silent Witness : Mary